# Alamande Belfor
Alamande Belfor (* 1972 in Amsterdam) ist ein niederländischer Entertainer, Tänzer, Choreograph und Eventmanager. Der gebürtige Holländer, aufgewachsen auf der karibischen Insel Curacao, arbeitet und lebt seit 1997 in Wien. Unter anderem choreographierte Alamande Belfor Song04, Willkommen Österreich und die zweite Starmania Staffel im ORF, wo er seine Erfahrungen für Künstler aus dem Entertainmentbereich weitergeben konnte. Beim Austria’s Next Topmodel fungierte er als Juror und Runwaytrainer. Belfor ist mit dem ehemaligen Model Ianara Belfor verheiratet. Das Paar hat drei Kinder.

## Leben
1972 wurde Alamande in der Wittenstraat 18, in der Gemeinde Amsterdam geboren.
1976 zog er mit seinen Eltern und Geschwistern auf die Karibikinsel Curacao, wo er seine gesamte Kindheit verbrachte.
Er nahm Tanzunterricht für die klassischen Tanzstile und brachte sich selbst die modernen Stilrichtungen wie z. B. Breakdance, Electric Boogie, Funk und Salsa oder Merengue bei. Während seiner Schulzeit tanzte er in vielen Shows und Galas. Bald begann er auch selbst zu choreographieren. Mit Freunden gründete er die Tanzgruppe Hit`n`Run, mit der er auf Curaçao viel Erfolg hatte.
1990 ging er nach Holland zurück, wo er seinen Schulabschluss machte. Er studierte drei Jahre Management, Wirtschaft und Recht an der Hogeschool Enschede. Dann brach er das Studium ab, um sich ganz auf seine Tätigkeit als Tänzer, Model und Choreograph zu konzentrieren.
Unter anderem choreographierte Alamande für einige namhafte holländische Künstler wie Roxy D oder Double Lushes. Seine Model- und Tanzjobs brachten ihn mit Künstlern aus ganz Europa in Kontakt. In Deutschland tanzte er zum Beispiel für Captain Hollywood.
1997 bekam er die Chance als Model nach Wien zu kommen. Der Geschäftsführer eines Tanzstudios wurde auf Alamande aufmerksam und bot ihm einen Job als Tanztrainer in seinem Studio an. Neben dem Unterrichten arbeitete Alamande international als Model und Choreograph für Fashion Shows. Er choreographierte für Lutricia Mc Neal, Tamee Harrison, Two in One, Jade Davis, Fancy und Hubertus Hohenlohe. 1998 war Alamande Frontman bei der Gruppe Groove Gangsters, die mit ihrem Song Funky Beats in den Deutschen Charts auf Platz 21 landeten. Im Oktober des Jahres 2000 verwirklichte Alamande mit der Gründung der Agentur “BigsMile Productions” ein Vorhaben. Die Agentur beschäftigt sich mit verschiedensten Projekten aus dem Showbereich. Fashion Tours für den heimischen Schmuckdesigner Pierre Lang oder Fashionshow für „Phillip Plein“ bis hin zu den Auto-Präsentationen für BMW, Porsche oder Audi gehören zu seinem Repertoire. Seit 2002 gilt auch die legendäre Sportmagazin-Bikini-Gala als Höhepunkt.
- 2003 choreografierte Alamande die zweite Starmania Staffel im ORF.
- Im März 2004 choreografierte Alamande beim ORF “Song 04” die Vorauswahl zum Eurovision Song Contest und war aktives Mitglied bei der Gestaltung der Werbetrailer.
- Im September 2004 eröffnete er im Vienna Dance and Health Club Beer’s den BigsMile Kids & Teens Club, in dem junge Talente zw. 5 und 16 Jahren von Basic Moves über Hiphop und Breakdance Choreographien eine Ausbildung bekommen.
- Vom Herbst/Winter 2004 bis Sommer 2006 war Alamande aktives Jurymitglied beim Nike Dance Finale.
- Im August 2007 initiierte Alamande Belfor das Projekt “Gemeinsam gegen Übergewicht” für übergewichtige und adipöse Kinder und Jugendliche.
- Im Juni 2008 eröffnet Alamande das erste Fitness und Tanzstudio für die ganze Familie – “BigsMile Place”
- Im Jänner 2009 war Alamande Jury Mitglied und Catwalk Trainer bei der ersten Staffel von Austria’s Next TopModel.

Im August 2011 präsentierte Alamande ein neues Netzwerk für Tanzbegeisterte in Wien – das BigsMile Club. Im Rahmen des BigsMile Club entwickelte Alamande ein weiteres Produkt das BigsMile Dance. Mit dem BigsMile Dance macht der BigsMile Club das Tanzprogramm in unterschiedlichen Fitnessstudios möglich.

## Auszeichnungen
Am 29. Mai 2010 wurde Alamande von der Wirtschaftskammer Österreich für seine Leistungen zur Gesundheitsvorsorge unter anderem für das Projekt „Gemeinsam gegen Übergewicht“ mit dem „Leo Award“ ausgezeichnet.